# Иван Стефановић Срба
Иван Стефановић Срба (Смедерево, 30. мај 1912. — Београд, 22. август 1948) био је учесник Народноослободилачке борбе и народни херој Југославије.

## Биографија
Рођен је 30. маја 1912. године у Смедереву. Одмах по завршетку школовања почео је да ради као радник у железничкој радионици у Смедереву. Као млади радник прикључио се револуционарном радничком покрету и постао члан Уједињених радничких синдиката (УРС). Врло брзо се истакао као борац за радничка права и постао један од најактивнијих чланова УРС-а у Смедереву. Године 1940. постао је члан Комунистичке партије Југославије (КПЈ).
Одмах после окупације Југославије, 1941. године Срба је отпочео рад на прикупљању оружја и вршио агитацију за Народноослободилачки покрет (НОП). Потом је радио на стварању илегалних група и ударних десетина. Јула 1941. године био је један од првих бораца грочанско-смедеревске чете Космајско-посавског партизанског одреда. У одреду је најпре био борац, а потом је истакавши се као добар борац био постављен најпре за водника, а потом и командира чете.
Поред ангажмана у чети и одреду, Срба је као познати синдикални активиста политички деловао у селима Подунавског среза и радио на организовању и јачању партијских и скојевских организација. Маја 1943. године, после реорганизације Космајског партизанског одреда Срба је био постављен за његовог команданта. Од тада па до краја рата налазио се у Штабу одреда, а потом је поново неколико пута био командант одреда. Ово је био веома тежак период за Народноослободилачки покрет у Србији и одред је често трпео нападе од стране окупатора и његових сарадника. Срба је често, иако је био командант одреда, лично предводио своје борце. У једној борби код Малог Орашја, био је тешко рањен док је предводио своје борце.
Почетком 1944. године је постављен за команданта Шумадијске бригаде, а средином исте године је пребачен на политички рад у Окружни комитет КПЈ за Младеновац. На овој дужности је остао и после ослобођења земље.
Исцрпљен ратним напорима, 1946. године се тешко разболео. Умро је 22. августа 1948. године у Београду.
Носилац је Партизанске споменице 1941. и других југословенских одликовања. Указом председника Федеративне Народне Републике Југославије Јосипа Броза Тита, 8. октобра 1953. године, проглашен је за народног хероја.
Основна школа у Осипаоници носи његово име.